# Kiss László (jogász)
Kiss László (Jánosháza, 1951. február 10. –) magyar jogtudós, egyetemi tanár, az állam- és jogtudományok akadémiai doktora (1992). Kutatási területe a jogalkotás, az önkormányzatok alkotmányos helyzete és jogalkotási kérdései. 1998 és 2016 között az Alkotmánybíróság tagja.

## Életpályája
Édesapja cipész-kisiparos, édesanyja háztartásbeli volt. Az általános- és középiskolát Jánosházán végezte. Bátyja mintáját követve 1970-ben Népköztársasági Ösztöndíjasként Pécsre került, ahol 1975-ben szerzett jogi diplomát a Pécsi Tudományegyetem Jogtudományi Karán. Ezután Szamel Lajos hívására az egyetem közigazgatási jogi tanszékén kezdett el oktatni. 1977-ben vett át tanársegédi, 1980-ban adjunktusi, 1982-ben pedig egyetemi docensi megbízását. 1992-ben kinevezték egyetemi tanárrá. 1993-ban a tanszék vezetőjévé nevezték ki. Tisztségét 1998-ig töltötte be. Később a kar Doktori Tanácsának elnökévé választották. 1983 és 1988 között az egyetem választott párttitkár-helyettese volt. Magyarországi kutatásai mellett 1988–1989-ben Humboldt-ösztöndíjjal a Marburgi Egyetem vendégkutatója volt. 1998 és 2001 között Széchenyi professzori ösztöndíjjal kutatott.
1981-ben védte meg az állam- és jogtudományok kandidátusi, 1992-ben akadémiai doktori értekezését. Az MTA Közigazgatás-tudományi Bizottságának lett tagja. Akadémiai tisztségei mellett 1991 és 1995 között a Magyar Közigazgatási Kamara elnökhelyettese volt, majd 1998-ig a Magyar Közigazgatási Kar alelnökeként tevékenykedett. Két alkalommal a Deregulációs Tanács tagja volt (1989–1990, 1995–1998). 1998-ban megválasztották az Alkotmánybíróság tagjává, ekkor mondott le tanszékvezetői megbízatásáról. Kilencéves mandátumának lejárta előtt, 2007-ben újraválasztotta az Országgyűlés. Mandátuma 2016. március 10-én járt le.

## Munkássága
Kutatási területe a jogalkotás, az önkormányzatok alkotmányos helyzete és jogalkotási kérdései.
Számos monográfiát jelentetett meg a tanácsok, illetve a rendszerváltás után az önkormányzatok jogalkotási funkciói területén. Kutatta a jogon belüli ellentmondások kérdéskörét is. Jelentős a tevékenysége a doktori eljárásban, számos neves jogtudós témavezetője volt (Petrétei József, Darák Péter stb.). Egyetemi oktatóként kezdetben közigazgatási (államigazgatási) jogot és pénzügyi jogot, később alkotmányjogot és törvényhozástant oktat(ott).
Több mint harmincöt könyv, illetve monográfia szerzője vagy társszerzője, emellett közel kétszáz tudományos publikációja jelent meg hazai és külföldi folyóiratokban. 2007-ben a Budapesti Corvinus Egyetem díszdoktorává fogadta. 2024-ben Tüke-díjat kapott.
2012-től a Kodifikáció c. elektronikus szakmai folyóirat szerkesztőbizottságának tagja.

## Főbb publikációi
- A tanácsrendeletalkotás problémái (1982)
- A jogismeretet gátló jogalkotási tényezők, különös tekintettel a jogon belüli ellentmondásokra (Szamel Lajossal, 1983)
- Módszertani útmutató önkormányzati rendeletek alkotásához és felülvizsgálatához (társszerző, 1991)
- Az önkormányzatok együttműködéses (társulásos) kapcsolatainak eleme és fejlesztésének fő irányai (társszerző, 1991)
- A politika és a szakmai elemek helye és szerepe a jogalkotásban, különös tekintettel a törvényalkotásra (1991)
- Jogállam – jogalkotás – önkormányzatok (1998)
- Circumstances Warranting Attention in the Examination of the Rights to Names (2003)
- Ausgewählte Bereiche des materiellen Verwaltungsrechts in Ungarn (2004)
- Bevezetés a helyi jogalkotás és jogharmonizáció módszertanába (társszerző, 2004)

## Ügynökvád és pereskedés
Ungváry Krisztián történész az Élet és Irodalom 2007. május 18-i számában illetve később egyéb nyilatkozataiban azt állította, hogy Kiss László pécsi egyetemi párttitkári tisztségében együttműködött a kommunista diktatúra titkosszolgálatával, azaz ügynök volt. Kiss beperelte a történészt: a kijelentések miatt rágalmazási, sajtó-helyreigazítási és személyiségi jogi pert is kezdeményezett. 2009-ben a személyiségi jogi pert Kiss első fokon megnyerte, másod fokon jogerősen elvesztette, majd a Legfelsőbb Bírósághoz fordult, ami 2010. június 2-án a javára döntött. A sajtó-helyreigazítási perben a bíróság részlegesen igazat adott neki 2008 februárjában és a felek az eredményt eltérő módon értelmezték.
A rágalmazás miatt indított büntetőpert Kiss 2009 decemberében, első fokon megnyerte, Ungváryt becsületsértés és rágalmazás miatt elítélte a bíróság, és ugyan 2010 februárjában jogerősen felmentették a történészt, a Legfelsőbb Bíróság 2010 júniusában felülvizsgálta e döntést és három millió forint kártérítésre kötelezte Ungváryt. A pereskedés a strasbourgi Emberi Jogok Európai Bírósága előtt folytatódott, ahol 2013-ban Ungváry pert nyert. Az alkotmánybíró jelezte, hogy újra beperli a történészt, mivel a strassbourgi ítélet kapcsán „félretájékoztatta” a médiát.